# Nazionale femminile di hockey su prato della Svizzera
La nazionale di hockey su prato femminile della Svizzera è la squadra femminile di hockey su prato rappresentativa della Svizzera ed è posta sotto la giurisdizione della Schweizerischer Landhockey-Verband.

## Partecipazioni

### Mondiali
- 1974 – 9º posto
- 1976 – 8º posto
- 1978 – non partecipa
- 1981 – non partecipa
- 1983 – non partecipa
- 1986 – non partecipa
- 1990 – non partecipa
- 1994 – non partecipa
- 1998 – non partecipa
- 2002 – non partecipa
- 2006 – non partecipa
- 2010 – non partecipa
- 2014 – non partecipa
- 2018 – non partecipa

### Olimpiadi
- 1980-2008 – non partecipa

### Champions Trophy
- 1987-2009 – non partecipa

### EuroHockey Nations Championship
- 1984-2009 – non partecipa